# Ein Fall für zwei: Ayla
Ayla ist der Titel der 55. Episode der Krimiserie Ein Fall für zwei mit Günter Strack und Claus Theo Gärtner in den Hauptrollen.

## Handlung
Der verwitwete Herr Hikmet sucht den Rechtsanwalt Dr. Renz auf, nachdem seine Tochter Ayla im Streit um die nach türkischer Tradition für sie anberaumte Hochzeit von zu Hause weggelaufen ist. Renz verweist ihn an den Privatdetektiv Josef Matula. Dieser betont zwar zunächst, dass Ayla sehr wohl selbst entscheiden dürfe, mit wem sie liiert sein möchte, erklärt sich jedoch schließlich dazu bereit, sie zu suchen. Er trifft sie in dem Wohnmobil ihres Freundes Arno Scholz bei Ginsheim am Rhein an und bringt sie zu Dr. Renz. Sie sagt, Arno habe sich seit drei Tagen nicht bei ihr gemeldet und befinde sich womöglich bei seiner Exfreundin Irene Kurz. Matula sucht diese auf und erfährt, dass sie ebenfalls keine Kenntnis über seinen Verbleib hat. Die beiden suchen die Werkstatt auf, in der er sein Wohnmobil hatte reparieren lassen und finden dort seine Leiche vor. Gegenüber der Polizei verdächtigt Irene Ayla der Tat. Ein Medaillon mit den Bildern des Paares, welches er stets bei sich getragen hatte, fehlt. Diesbezüglich von Renz und Matula konfrontiert, fordert Ayla nun, ihren Vater, dem sie zuvor ausgewichen war, um Rat zu fragen. Renz informiert ihn dementsprechend. Inzwischen weigert dieser sich allerdings, Ayla zu sehen, nachdem die Polizei ihn über den Mordverdacht gegen sie in Kenntnis gesetzt hatte. Matula kann ihn jedoch überzeugen, sich mit ihr auszusprechen. Herr Hikmet überzeugt seine Tochter schließlich, sich bei der Polizei zu stellen, nachdem sie ihm versichert habe, dass sie unschuldig sei. Da Ayla keinen Führerschein besitze, könne sie nicht zur Tatzeit von Ginsheim nach Frankfurt und zurück gelangt sein. Da dies dem Staatsanwalt als Beweis ihrer Unschuld nicht ausreicht, lässt er sie vorläufig festnehmen.
Herr Hikmet behauptet gegenüber Dr. Renz, dass er mit Heroin handle. Ayla habe ihm 600 Gramm davon gestohlen, um das Rauschgift an Arno weiterzugeben, der es zur Finanzierung einer geplanten Reise nach Marokko zu verkaufen beabsichtigt habe. Die von Matula damit konfrontierte Irene Kurz hält dies für unwahrscheinlich, da Arno ihrer Kenntnis nach lediglich in geringem Umfang mit Haschisch gehandelt habe. Sie verdächtigt hingegen den Dealer Richi des Mordes. Bei diesem handelt es sich allerdings um einen verdeckt ermittelnden Polizeibeamten, der sich am Abend mit Aylas Vater trifft und von diesem mit einer Waffe bedroht wird. Die Polizei nimmt Herrn Hikmet daraufhin fest. Er hat die Mordwaffe, mit der Arno getötet worden war, bei sich und gesteht schließlich, dass er diesen erschossen habe, um die Ehre seiner Tochter wieder herzustellen. Das angeblich gestohlene Heroin habe er lediglich erfunden, um dem Mord einem Dealer unterschieben zu können.
Ayla wird aus der Haft entlassen und von ihrem Cousin Hassan abgeholt, der sie in die Türkei zu begleiten beabsichtigt. Matula und Renz stellen daraufhin in Frage, warum Ayla diesem Ansinnen so bereitwillig und abrupt folgt. Sie finden zufällig das fehlende Medaillon bei den von ihr zurückgelassenen Sachen und schließen daraus, dass Ayla die wahre Mörderin Arnos ist. Aufgrund von Skrupel wegen der Verhaftung ihres unschuldigen Vaters kehrt diese schließlich freiwillig zurück und bittet Renz, ihre Verteidigung zu übernehmen.

## Hintergrund
Die Episode wurde überwiegend im Rhein-Main-Gebiet gedreht. Die Kulisse der Kanzlei von Dr. Renz befand sich im Hotel InterContinental Frankfurt. Die Haftentlassung Aylas wurde vor der Justizvollzugsanstalt Frankfurt am Main III inszeniert.
Im Abspanntext ist der Name des Darstellers Mürtüz Yolcu fehlerhaft als Mürtür Yolci angegeben.